# Paul Hermelin
Pour les articles homonymes, voir Hermelin.
Paul Hermelin, né le 30 avril 1952 à Etterbeek (Belgique), est un homme d'affaires français d'origine belge[réf. nécessaire]. Il a été le président-directeur général de Capgemini de 2012 à 2020, et en est le président du conseil d'administration (depuis 2020). 

## Formation
Paul Hermelin grandit à Avignon dans le quartier populaire de Monclar. Il fait ses classes préparatoires au Lycée Saint-Louis et intègre l'École polytechnique (X 1972). Il est diplômé de l'ENA promotion Mendès France (1976-1978). 

## Carrière
Paul Hermelin entame sa carrière au ministère de l’Économie et des Finances, au sein du cabinet de Jacques Delors.
Il est ensuite directeur de cabinet de Hubert Curien de 1988  à 1991 au ministère de la Recherche et de la Technologie. Il devient directeur de cabinet de Dominique Strauss-Kahn quand celui-ci est nommé ministre de l'Industrie et du Commerce extérieur en 1991. Il est présenté par Marianne comme une « figure de la gauche, membre du PS, ancien directeur de cabinet de Dominique Strauss-Kahn et proche de François Hollande »
En 1993, il intègre le groupe Capgemini, et devient PDG de Capgemini France en 1996, obtenant une place au directoire de la société. En mai 2000, il est à l'origine de la fusion entre Cap Gemini et Ernst & Young Consulting et devient à cette occasion directeur général adjoint du Groupe. 
En décembre 2001 il devient directeur général de Capgemini, une entreprise de 9,7 milliards de chiffre d'affaires (en 2011) et en mai 2012, il devient président-directeur général du Groupe.
Le 20 mai 2020, Paul Hermelin a cédé sa place à Aiman Ezzat en tant que Directeur Général. À l'issue de l'Assemblée Générale, il garde la présidence du conseil d'administration dans le cadre de la dissociation des fonctions de président et de directeur général.

## Autres mandats
Il est aussi conseiller municipal socialiste d'Avignon de 1989 à 2001 et de nouveau depuis mars 2008.
En janvier 2013, il est nommé « représentant spécial de la France pour la relation économique avec l’Inde » par Laurent Fabius, ministre des Affaires étrangères. En effet, les salariés de nationalité indienne représentent en 2014 un tiers des effectifs du groupe Capgemini, soit près de 47 000 personnes.

## Rémunération
Paul Hermelin a reçu 4 831 809 € en 2015. Sa rémunération annuelle 2016 atteint 4,74 millions d’euros dont 2,53 millions de fixe et variable (les 2,21 millions restants correspondent à la valorisation des actions de performance gratuites). Le magazine Marianne indique que, par comparaison, les hausses de salaires pour les 22 000 salariés français en 2015 étaient d'environ 37 € par an et par personne, soit une enveloppe totale de 806 000 €.